# أحمد إسماعيل (ملاكم مصري)
أحمد إسماعيل (21 أكتوبر 1975 - ) ملاكم مصري من مواليد حلوان . تعود بدايته مع الملاكمة لجده الحاج محمد الشامي الذي كان بطلاً للعالم في بطولات الجيش واشتهر بقوة ضرباته ولعبه باليد اليسرى. كانت بدايته في مركز شباب غرب حلوان على يد المدرب الكابتن سيف عام 1986م. وصل لألعاب أولمبية صيفية 2004 أثينا 2004م وفاز في وزن خفيف التقيل 81 كيلو غرام بالميدالية البرونزية.

## نشأته وتعليمه
أحمد إسماعيل محمد إسماعيل من مواليد حلوان في أكتوبر عام 1975 لاب فنى طيران وجد بطل من ابطال مصر العسكرين في الملاكمة تدرب على يد مدربه السيد صالح بمركز شباب مدينة 15 مايو بحلوان. حصل على بكالوريوس تربية رياضية تخصص ملاكمة عام 2000 وتدرج في العمل من مشرف رياضي للملاكمة بنادي شركة السكر بالحوامدية ثم عمل مدربا في اتحاد الشرطة الرياضي بالدراسة ومعلما لمادة الملاكمة بأكادمية الشرطة ومدرب لفريق الاكادمية للملاكمة

## البطولات
- الميدالية الذهبية لعام 1999 لبطولة المنطقة الخامسة الأفريقية المقامة في القاهرة
- الميدالية الذهبية لعام 1999 بدورة الألعاب العربية التاسعة المقامة في الأردن
- الميدالية البرونزية لعام 1999 بدورة الألعاب الأفريقية السابعة المقامة جوهانسبرج
- الميدالية البرونزية لعام 2001 ببطولة الأندية العربية المقامة بالأردن
- الميدالية البرونزية لعام 2001 بدورة العاب البحر الأبيض المتوسط المقامة بتونس
- الميدالية البرونزية لعام 2001 ببطولة بولندا الدولية المقامة ببولندا
- الميدالية البرونزية لعام 2002 ببطولة التشيك الدولية المقامة بالتشيك
- الميدالية الذهبية لعام 2002 ببطولة النرويج الدولية المقامة بالنرويج
- الميدالية الفضية لعام 2002 ببطولة كأس الملك المقامة بالدانمارك
- الميدالية الذهبية لعام 2003 بدورة الألعاب الأفريقية الثامنة المقامة با أبوجا
- الميدالية البرونزية لعام 2004 بدورة الألعاب الأولمبية المقامة بأثينا
- العديد من البطولات على مستوى الجمهورية للأندية والشركات والجامعات المصرية

## روابط خارجية
- أحمد إسماعيل على موقع أوليمبيديا (الإنجليزية)